# Microcreagris microdivergens
Espèce
Microcreagris microdivergens est une espèce de pseudoscorpions de la famille des Neobisiidae.

## Distribution
Cette espèce se rencontre au Japon et en Corée du Sud.

## Publication originale
- Morikawa, 1955 : Pseudoscorpions of forest soil in Shikoku. Memoirs of Ehime University, Sect. II, sér. B, vol. 2, p. 215-222.